# A Death Grip on Yesterday
A Death Grip on Yesterday är ett musikalbum av Atreyu. Det släpptes 2006.

## Låtlista
1. Creature
2. Shameful
3. Our Sick Story (Thus Far)
4. The Theft
5. We Stand Up
6. Ex's And Oh's
7. Your Private War
8. My Fork In The Road (Your Knife In My Back)
9. Untitled Finale